# Bojana Živković
Bojana Živković, coniugata Drča (Belgrado, 29 marzo 1988), è una pallavolista serba, palleggiatrice del Fenerbahçe.

## Biografia
Nel 2018 sposa l'ex cestista Luka Drča, assumendone il cognome; nel gennaio 2021 nasce il loro primogenito Relja.

## Carriera

### Club
La carriera di Bojana Živković inizia nella stagione 2005-06, tra le file del Poštar, con cui si aggiudica campionato e Coppa di Serbia e Montenegro. Nell'annata seguente viene ingaggiata dalla Stella Rossa, con cui intraprende un sodalizio che dura cinque stagioni durante le quali si aggiudica due campionati e altrettante Coppe di Serbia; inoltre disputa due final-four di Coppa CEV, chiudendo al terzo posto e con il premio individuale come miglior muro l'edizione 2007-08 e con l'argento e il riconoscimento come miglior palleggiatrice quella del 2009-10.
Nella stagione 2011-12 fa la sua prima esperienza all'estero, ingaggiata dal Volero Zurigo, con cui si aggiudica la Supercoppa svizzera, lo scudetto e la Coppa di Svizzera, mentre nell'annata seguente si trasferisce nella Superliga russa con l'Omička. A partire dalla stagione 2013-14 è di scena nella Voleybol 1. Ligi turca, dove disputa due campionati con la maglia dell'İlbank, mentre nell'annata 2015-16 torna nuovamente a Zurigo, nella Lega Nazionale A svizzera, conquistando nel biennio di permanenza nel club altri due campionati, due coppe nazionali e la Supercoppa svizzera 2016.
Nell'annata 2017-18 passa alla formazione francese del Le Cannet, in Ligue A mentre nella stagione seguente torna nel massimo campionato russo, ingaggiata dalla neonata Lokomotiv Kaliningrad, dove resta per un biennio aggiudicandosi la Supercoppa russa 2019. Dopo una stagione di inattività per maternità, rientra in campo nell'annata 2021-22 per disputare il campionato serbo con la Stella Rossa, conquistando Coppa di Serbia, manifestazione della quale viene premiata come MVP, e scudetto.
Nella stagione 2022-23 fa ritorno nella Superliga russa accettando la proposta del Leningradka, mentre nella stagione seguente milita nella Sultanlar Ligi turca con il Fenerbahçe, vincendo una coppa nazionale, uno scudetto, venendo anche premiata come miglior palleggiatrice, e una Supercoppa turca.

### Nazionale
Nel 2006 fa il suo esordio nella nazionale serbo-montenegrina e l'anno successivo, in seguito all'indipendenza del Montenegro, in quella serba, con cui si aggiudica due edizioni consecutive della European League, nel 2009 e nel 2010, e il bronzo nell'edizione del 2012.
Nel 2013 vince la medaglia di bronzo al World Grand Prix 2013, mentre due anni più tardi arrivano due medaglie di bronzo, ai I Giochi europei e al campionato europeo, e una d'argento alla Coppa del Mondo. Nel 2016 si aggiudica la medaglia d'argento ai Giochi della XXXI Olimpiade e nel 2017 quella di bronzo al World Grand Prix e poi quella d'oro al campionato europeo, seguita l'anno successivo dal titolo iridato.
Nel 2022 giunge terza alla Volleyball Nations League e vince l'oro al campionato mondiale, dove ottiene il riconoscimento di miglior palleggiatrice, a cui segue la conquista dell'argento al campionato europeo 2023.

## Palmarès

### Club
- Campionato serbo-montenegrino: 1

2005-06
- Campionato serbo: 3

2009-10, 2010-11, 2021-22
- Campionato svizzero: 1

2011-12
- Campionato turco: 1

2023-24
- Coppa di Serbia e Montenegro: 1

2005
- Coppa di Serbia: 3

2009-10, 2010-11, 2021-22
- Coppa di Svizzera: 1

2011-12
- Coppa di Turchia: 1

2023-24
- Supercoppa svizzera: 1

2011
- Supercoppa russa: 1

2019
- Supercoppa turca: 1

2024

### Nazionale (competizioni minori)
- European League 2009
- European League 2010
- European League 2012
- Giochi europei 2015

### Premi individuali
- 2008 - Coppa CEV: Miglior muro
- 2010 - Coppa CEV: Miglior palleggiatrice
- 2022 - Coppa di Serbia: MVP
- 2022 - Campionato mondiale: Miglior palleggiatrice
- 2024 - Sultanlar Ligi: Miglior palleggiatrice